# Ada Bell Maescher
Ada Bell Maescher   (comtat de Ripley, 24 de gener de 1868 - 2 de setembre de 1939) va ser una empresària nord-americana, presidenta de De Luxe Building Company, una empresa de construcció i arquitectura. Va ser una de les dones contractistes amb major èxit als Estats Units a inicis dels anys 1920.

## Biografia
Ada Bell Harper Maescher va nàixer el 24 de gener de 1868 al comtat de Ripley (Indiana), filla del Dr. William R. Harper (1825–1886) i Luvicy Hughes (1827–1902).

## Carrera
Maescher va publicar cinc llibres sobre la indústria de la construcció i va ser fundadora i presidenta durant 17 anys de De Luxe Building Company, una constructora i empresa d'arquitectura. Va ser una de les dones contractistes més reeixides als Estats Units a principis dels anys 1920. A principis del segle XX, De Luxe Building Co. va usar catàlegs per proposar diferents opcions a potencials compradors com Kozy-homes, una selecció de petites cases artístiques dissenyades per satisfer la demanda de cases econòmiques amb la màxima comoditat, i Plan-kraft, cases per a persones progressistes que desitjaven cases diferents, comxalets suïssos i arquitectura japonesa.

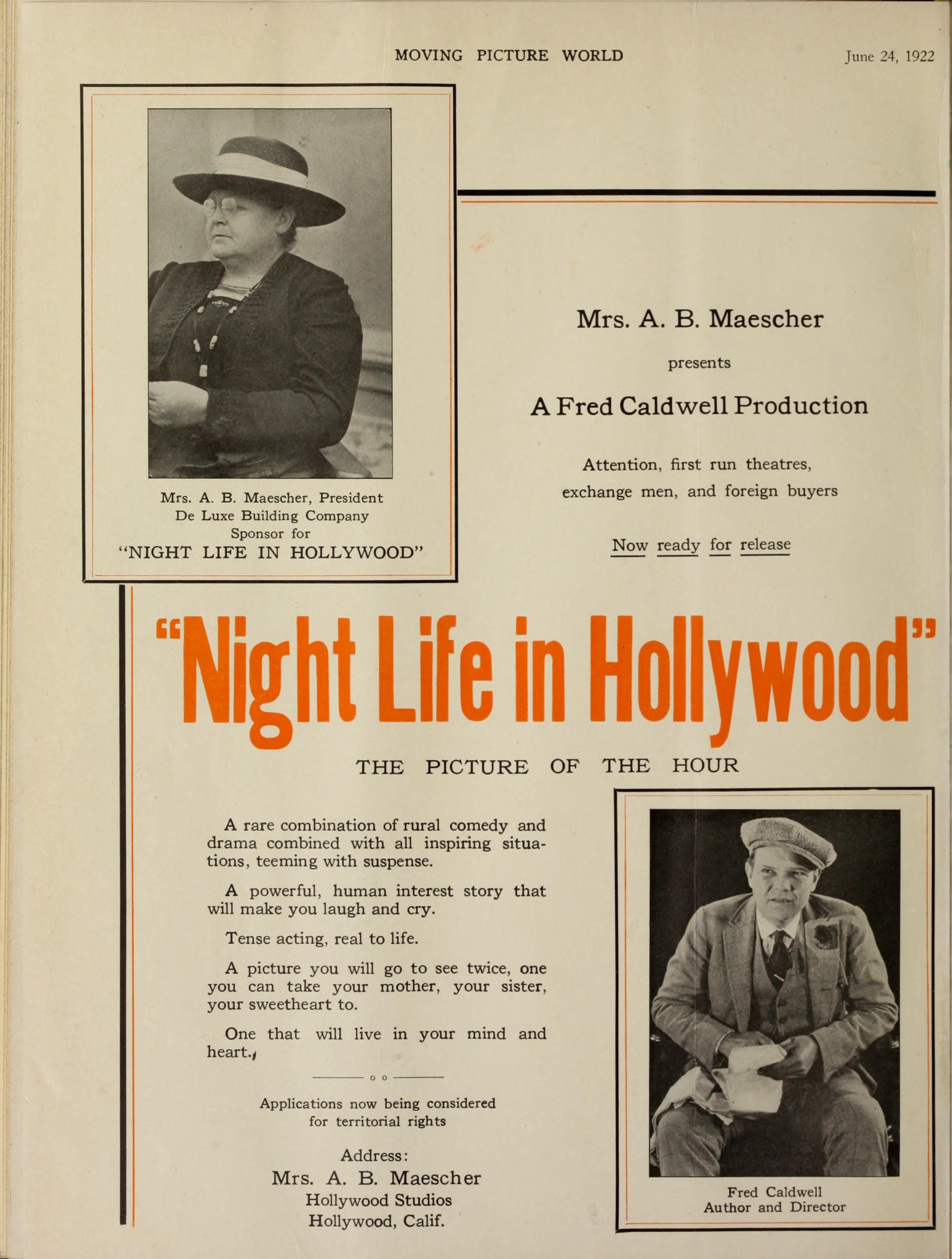
Ada Bell Maescher, Moving Picture World de juny de 1922

En 1922, Maescher va organitzar la De Luxe Film Company per produir una pel·lícula de propaganda Night Life in Hollywood, que mostraria les condicions de vida reals a Hollywood. En comptes de mostrar Hollywood com una cridanera i sensual Babilònia, amb el seu conegut comportament llibertí, ple de depravació i maldat, la va mostrar com una ciutat model, bella i atractiva, habitada per gent casolana. La pel·lícula va costar aproximadament 100.000 dòlars nord-americans. Posteriorment va planejar una gran òpera permanent a Los Angeles; com a primer pas cap a aquest objectiu va finançar la representació de l'òpera de Giuseppe Verdi Aidaal Hollywood Bowl en 1923.

## Vida personal
Maescher es va mudar a Califòrnia en 1906 i va viure en el número 4652 de Mascot St., de Los Angeles. Es va casar amb Victor Emanuel Maescher (1874–1938) i va tenir una filla, Roxye Mae Thompson Paddison (1887–1972). Va estar interessada en la naturalesa i la preservació de les aus, i va ser membre del Southern Califòrnia Nature Club, la National Audubon Society, i el Cooper Ornithological Club.
Va morir el 2 de setembre 1939 i va ser enterrada amb el seu marit al Forest Lawn Memorial Park (Glendale).